# Amy Winehouse
Amy Jade Winehouse, přechýleně Winehouseová (14. září 1983 Southgate, Londýn, Anglie – 23. červenec 2011 Camden, Londýn, Anglie) byla britská jazzová, soulová a rythm´n´bluesová zpěvačka. Její debutové album Frank, které vyšlo v roce 2003, se stalo velice populárním. Pomohl tomu hlavně pilotní singl „Stronger than Me“. Celosvětového úspěchu se ale dočkala až s druhým albem Back to Black, které vyšlo v roce 2006 a pochází z něj úspěšný singl „Rehab“. Za desku obdržela i šest nominací na ceny Grammy, z nichž pět proměnila ve vítězství. Získala i cenu BRIT Awards pro nejlepší umělkyni.

## Biografie

### Začátky
Narodila se v severní části Londýna Southgate do židovské rodiny, ve které se poslouchal hlavně jazz. Její otec Mitchell Winehouse je taxikář a matka je lékárnice, rodiče jsou však rozvedení. Zhruba v deseti letech si s nejlepší kamarádkou ze školy založila amatérské rapové duo Sweet 'n' Sour (v překladu Sladká a Kyselá – Amy byla Kyselá) podle svého tehdejšího vzoru Salt-n-Pepa. Hudebně ji ovlivnilo mnoho osobností různých žánrů. Například Carole King, Prince nebo Madonna. V šestnácti letech začala zpívat profesionálně a podepsala první smlouvu s vydavatelstvím.

### 2003–2004: Frank
Debutové album jí vyšlo v roce 2003. Všechny texty na albu si napsala sama a hudba byla ovlivněna hlavně jazzem. Kritika na album byla velmi pozitivní, Amy se mohla těšit hlavně srovnáním s Macy Gray.
V žebříčcích v Británii se albu dařilo, pohybovalo se na nejvyšších příčkách. To vyneslo albu i několik nominací na BRIT Awards, kde vyhrála v kategorii Nejlepší píseň za singl Stronger than Me.
Později Amy několikrát uvedla, že by na albu udělala spoustu věcí jinak a že se do nahrávání příliš pletlo hudební vydavatelství.

### 2006–2007: Back to Black

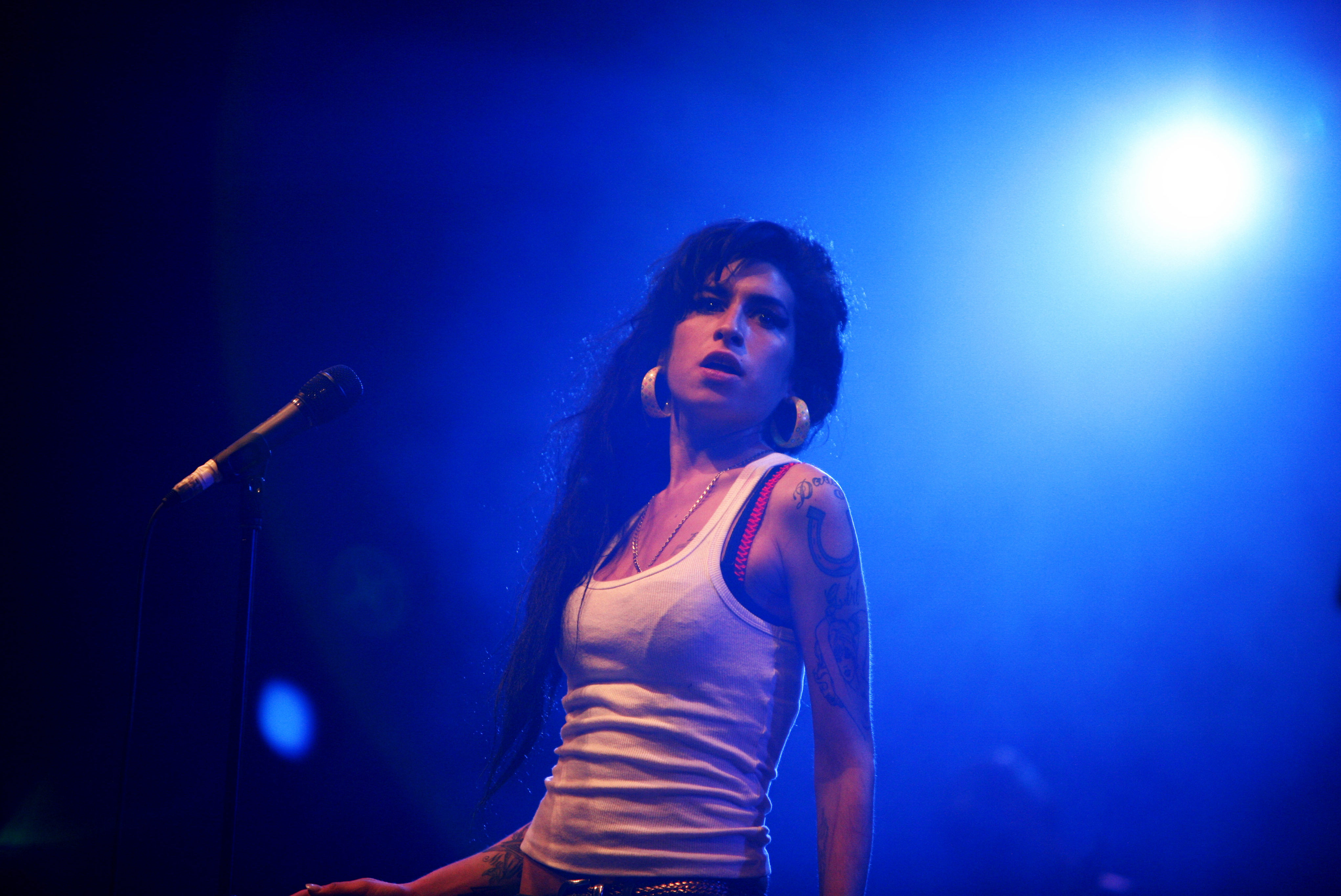
Amy Winehouse v roce 2007

Album Back to Black vyšlo v roce 2006 a zahajovalo na sedmém místě. Později se ale propracovalo až na nejvyšší umístění v britském žebříčku. Hlavní zásluhu na tom měl singl Rehab, kde s upřímností popisuje svou náklonnost k alkoholu, za kterou ji chtěl manažer poslat do protialkoholní léčebny, ona se ale vzepřela, celý manažerský tým vyhodila a začala pracovat s novými lidmi.
Deska je ovlivněná především jejím bouřlivým osobním životem. Všechny skladby se týkají Amyina divokého a trochu zničujícího vztahu s Blake Fielder-Civilem. Oproti debutovému albu Frank jsou písně o mnoho depresivnější a smutnější.
Album Back to Black se dostalo také na americký trh, kde se mu velmi dařilo. Nejvýše se dostalo na 6. místo, ale po udílení cen Grammy, kde proměnila pět ze šesti nominací, se deska vyšvihla na druhé místo prodejního žebříčku. Celkově se desky prodalo přes 8,5 milionu kusů.
Kvůli problémům s drogami nedostala včas víza na předávání cen Grammy, tudíž se muselo její vystoupení přenášet satelitně do Los Angeles.

### Osobní život
Amy byla již od útlého věku velmi problémová, a to jak doma tak ve škole. Několikrát musela přestupovat z jedné školy do druhé, učitelé ji neměli v oblibě kvůli jejímu rebelskému chování. Ráda vyrušovala v hodinách neustálým zpěvem a notováním, což profesory vytáčelo. Prý si zpívala vždy na uklidnění, když byla nervózní.
V pubertě přišly problémy s rozvodem rodičů, Amy ho nesla velmi těžce. Projevily se u ní příznaky depresí. S rodiči, především s otcem, měla ale vždy dobrý vztah – dokonce měla na jeho počest i tetování.
Její vztahy byly vždy zmíněny v písních, a to na obou albech. Při koncertování v londýnských hospodách se seznámila se svým mnohaletým přítelem a poté i manželem, Blake Fielder-Civilem. Jejich vztah byl sledován mnoha médii a Amy pomalu, ale jistě ničil. Fielder-Civil byl drogově závislý a Amy do tvrdých drog "zatáhnul".
Dne 18. května 2007 se Amy za Blakea provdala v Miami na Floridě. Již v roce 2007 se objevily spekulace, že se svým manželem užívá drogy. Ten byl později za napadení zatčen a byl držen ve vazební věznici. V říjnu 2007 byli zatčeni za držení marihuany.
Později bulvární deník The Sun přinesl fotografie poslané právě Fielder-Civilem, na kterých Amy kouří crack. Později se předávkovala diazepamem a extází.
V únoru roku 2013 se Blake Fielder-Civil veřejně přiznal několika britským deníkům, že to byl právě on, kdo Amy "ukázal" tvrdší drogy, konkrétně heroin.

### Smrt
Dne 23. července 2011 byla svým bodyguardem nalezena mrtvá ve svém domě v Londýně.
Příčina smrti byla objasňována několik měsíců a zveřejněna až po třech měsících od úmrtí. Koroner určil, že příčinou její smrti byla otrava alkoholem spojená s bulimií, se kterou Amy bojovala od svých patnácti let. Obsah alkoholu v její krvi byl stanoven na 416 mg na decilitr – 4,16 promile.
Amy se tak stala součástí Klubu 27, jak fanoušci označují skupinu hudebníků, jejichž život skončil neočekávaně v sedmadvaceti letech.
Závislost na drogách, hlavně na alkoholu, jí působila veliké problémy. Zpívá o ní v písni Rehab, kde také říká, že léčit se nepůjde, že je jí dobře. Americká skupina Green Day vydala roku 2012 na desce ¡Dos! píseň "Amy", věnovanou zpěvaččině památce.
Dne 14. září 2014, v den jejích nedožitých 31. narozenin, byla na tržišti v Camdenu, kde Amy Winehouse žila a také zemřela, odhalena její bronzová socha v životní velikosti (175 cm). Autorem díla je sochař Scott Eaton. Dle sdělení jejího otce byla socha umístěna na tržišti (Stables Market), aby byla co nejblíže jejím obdivovatelům i širší veřejnosti.

## Diskografie

### Alba
- 2003 – Frank
- 2006 – Back to Black
- 2011 – Lioness: Hidden Treasures (posmrtně)

### Singly
- Stronger than Me
- Take the Box
- In My Bed / You Sent Me Flying
- Pumps / Help Yourself
- Rehab
- You Know I'm No Good
- Back to Black
- Tears Dry on Their Own
- Valerie
- Love Is a Losing Game
- Body and Soul (duet s Tonym Benettem)[19]

## Dokumentární film
V roce 2015 měl na filmovém festivalu v Cannes premiéru dokumentární životopisný film Amy režiséra Asifa Kapadii.